# Снегири (Новосибирск)
Снегири́ (5-й микрорайон) — жилой микрорайон на севере Калининского района города Новосибирска.
Площадь — 89 Гектара (в границах улиц Курчатова, Красных зорь и Тайгинская и Рассветная).
Застроен в основном типовыми панельными девятиэтажными домами серии 90 (улучшенной планировки), но встречаются также четырнадцатиэтажные дома (серия 1-528КП-84Э).

## Топоним
Название «Снегири» микрорайону было дано местными жителями из-за использования в оформлении фасадов домов пастельных тонов: розового, сиреневого, охристого, бирюзового, голубого. Впоследствии стало его официальным названием.

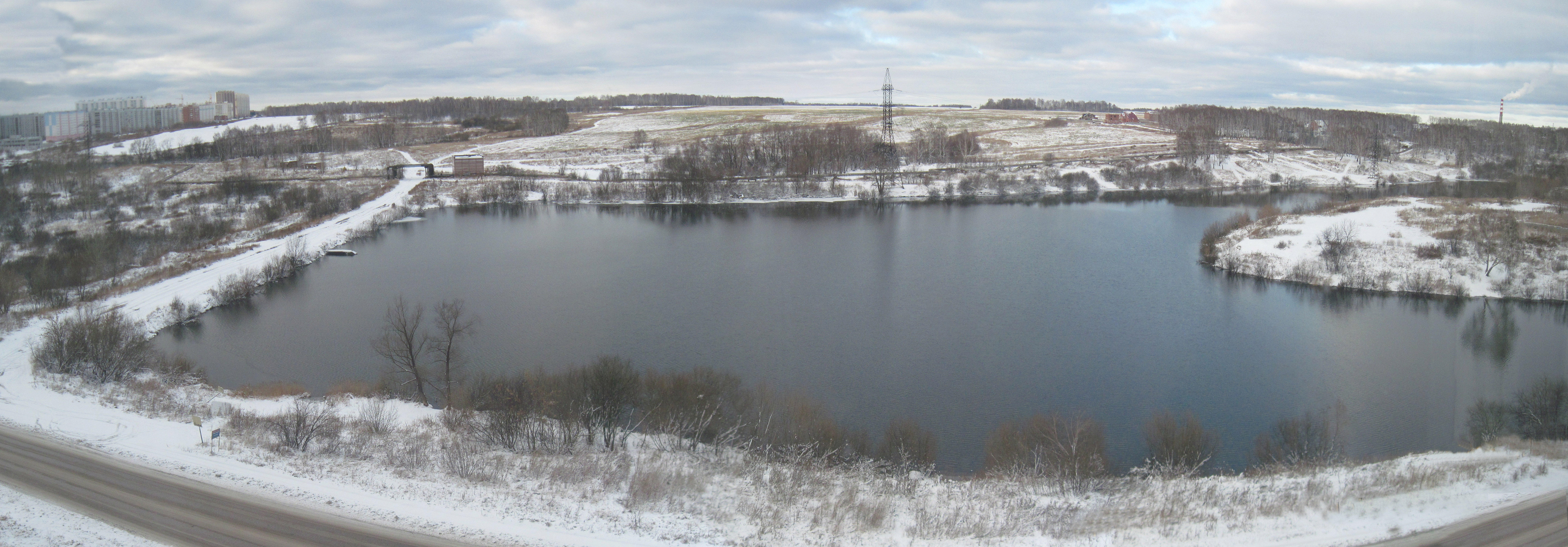
Озеро «Спартак»

## История
В 1974 году начальство Новосибирского завода химконцентратов принимает решение о начале проектирования и застройки жилого массива для заводчан. Проект жилмассива носил рабочее название "Северный-5", а затем "Микрорайон №5". Главным архитектором проекта выступил Г.А. Тюленин. По его задумке несколько дворовых композиций должны повторяться, но отличаться цветовым оформлением фасадов. Именно эта особенность оформления фасадов впоследствии дала название "Снегири". Строительство запланировали на месте посёлка "Спартак". За вторую половину 1974 года Архитекторы подготовили проект застройки. Несмотря на скудный бюджет, архитекторам удалось отстоять средства на малые архитектурные формы (фонтан, подпорные стены, вазоны и т.д.). Изначально архитекторы планировали жилмассив не как "комплекс жилых зданий", а как небольшой "город-спутник", обусловив это отдалённостью от остальной части города. Именно по этой причине "Снегири" изначально запроектированы со всей необходимой общественно-деловой застройкой (школы, торговые корпуса (в простонародии среди местных жителей их называют "шайбы", за характерную круглую форму зданий), универмаг, поликлинический комплекс, детский дом творчества, детские сады). Подготовка к строительству на площадке велась достаточно долго (1975-1977 годы), так как в этой части достаточно заболоченная местность, неустойчивые грунты. В середине 1977 года заложили фундамент первого дома по адресу Курчатова, 3, в конце 1978 года дом был сдан в эксплуатацию. В течение периода 1979-1984 велась активная застройка первой половины жилого массива между улиц Курчатова и Рассветная, а в период 1984-1989 второй половины, в границах улиц Рассветная, Тайгинская, Красных Зорь. В планировке жилмассива заметны принципы повторяющейся застройки, широких и монументальных дворовых композиций. В основе своей жилой массив состоит из 9-ти этажных жилых зданий серии 111-90 с использованием индивидуальных решений (все кирпичные соединения домов имеют уникальные индивидуальные проекты и не повторяются). В 1993 году началось строительство дома по адресу Тайгинская, 26, но спустя полгода было заморожено по причине отсутствия финансирования. в начале 00-х дом продолжили строить по изменённому проекту, так как часть каркаса первого этажа ушла под землю. В 2001 году дом был сдан в эксплуатацию. В 2004 году компания "Энергомонтаж" начала подготовку к строительству четырёх домов той же серии, что и весь остальной жилмассив, изменив этажность с 9-ти на 10-ти этажные, так как в основе своей первый этаж отдан под торговые помещения. в 2006 году были сданы в эксплуатацию четыре двухподъездных дома по 80 квартир, а также несколько игровых комплексов и фонтан (Тайгинская, 24). В период с 2010 по настоящее время ведётся постепенное благоустройство, замена старых игровых комплексов на новые. Строительство вёл трест «Сибакадемстрой».

## Инфраструктура
Сейчас на территории микрорайона действуют 3 средних школы (школа № 8, школа № 151, школа № 105), 6 детских садов, поликлинический комплекс "ГБУЗ НСО" №29 (взрослое (1) и детское (2) отделение). В микрорайоне есть два бассейна: «Афалина» и бассейн при детском отделении поликлиники. Также на территории микрорайона находится областной коррекционный детский дом. Есть дом детского творчества «Романтика» и спортивный центр «Лидер». Находится торгово-развлекательный комплекс «Голден парк» (2011). По территории микрорайона проходят 4 улицы Новосибирска: ул. Курчатова, ул. Рассветная, ул. Красных Зорь и ул. Тайгинская.

## Транспорт
Через жилмассив проходят следующие маршруты общественного транспорта: 
маршрутные автобусы: 13, 18, 28, 34, 39, 46, 64, 97, 254
маршрутное такси: 9, 24, 51, 87
В 2015 году мэр Новосибирска Анатолий Локоть заявил о продлении трамвайной ветки от ПКиО "Сосновый бор" в сторону жилмассивов "Снегири" и "Родники". В 2023 году после скандала с продлением троллейбусного маршрута № 13 по улице Большевистской до жилого комплекса "Европейский Берег" рассматривалась возможность продления маршрута в сторону жилмассива "Снегири", но в РЖД выступили резко против, из соображений безопасности, так как троллейбусу на пути следования пришлось бы пересечь два железнодорожных переезда, даже несмотря на то, что оба этих переезда оборудованы сигнализацией и шлагбаумами.
С. С. Демиховой рассмотрены возможности доставки пассажиров из спальных районов Новосибирска «Стрижи», «Родники», «Снегири» в центр города пригородным железнодорожном транспортом (Демихова 2016).

## Достопримечательности
Доцент кафедры монументально-декоративного искусства Новосибирского государственного университета архитектуры, дизайна и искусств
им. А. Д. Крячкова Н. Г. Гончарова отмечает, что оригинальный по архитектурно-структурной организации и художественному
решению микрорайон «являет собой образец синтеза архитектуры и монументально-декоративного искусства» (Гончарова 2021, С.67).
В микрорайоне развит стрит-арт (Гончарова 2021), в том числе есть объект авторства Сергея Гриницына (на фасаде школе № 151, см. Гончарова 2019 С.454, 457).
Рельеф в бетоне «Золотая рыбка» на фасаде детского сада в микрорайоне в 1985 году (художник Н. Ф. Азикаев).
На территории жилмассива находится искусственный водоём — озеро «Спартак».
В 2006 году запущен фонтан по адресу Тайгинская, 24.
В 2011 году был запущен фонтан возле бассейна Афалина.